# Eggel
Eggel este un afluent de stânga de 17,4 km lungime de al lui Diemel din Germania. Cursul inferior formează graniță naturală între  landul Nordrhein-Westfalen și Hessen.

## Afluenți
- Helle
- Mühlenbach
- Eder
- Siekbach

## Localități
- Eissen (cartier din Willebadessen)
- Soethemühle
- Aldorpsen
- Lütgeneder (cartier din Borgentreich)
- Rösebeck (cartier din Borgentreich)
- Daseburg (cartier din Warburg)
- Übelgönne (aparținne de Warburg)

1. ↑   http://www.lanuv.nrw.de/fileadmin/lanuv/wasser/pdf/Gewaesserverzeichnis%20GSK3C.xls, accesat în 17 iulie 2017 Lipsește sau este vid: |title= (ajutor)